# Ptinomorphus tatjanae
Ptinomorphus tatjanae is een keversoort uit de familie klopkevers (Anobiidae). De wetenschappelijke naam van de soort is voor het eerst geldig gepubliceerd in 1978 door Logvinovskiy.